# Старокопский сельсовет
Старокопский сельсовет — сельское поселение в Каратузском районе Красноярского края.
Административный центр — село Старая Копь.

## Население
| 2010 | 2012 | 2013 | 2014 | 2015 | 2016 | 2017 |
| ---- | ---- | ---- | ---- | ---- | ---- | ---- |
| 306  | ↗308 | ↘296 | ↗304 | ↘287 | ↗298 | →298 |

## Состав сельского поселения
| № | Населённый пункт | Тип населённого пункта       | Население |
| - | ---------------- | ---------------------------- | --------- |
| 1 | Старая Копь      | село, административный центр | →298      |

## Местное самоуправление
Старокопский сельский Совет депутатов
Дата избрания: 14.03.2010. Срок полномочий: 5 лет. Количество депутатов: 7
Глава муниципального образования
- Русова Галина Васильевна. Дата избрания: 14.03.2010. Срок полномочий: 5 лет

## Инфраструктура
Школа, детсад (школу посещает 23 учащихся, детский сад — 10 детей), сельский дом культуры, библиотека, фельдшерский пункт, администрация сельсовета, 2 магазина и крестьянское хозяйство.

## Экономика
Торговля, производство сельскохозяйственной продукции.